# 通治 (年号)
通治（つうし）は、中華民国初期にチャードー・ロバ（査都・若巴）が自立し建てた私年号。1917年。

## 西暦・干支との対照表
| 通志     | 元年    |
| 西暦     | 1917年  |
| 干支     | 丁巳    |
| 中華民国 | 民国6年 |